# Хозяин (фильм, 1983)
«Хозяин» — советский художественный фильм 1983 года, снятый режиссёром Багратом Оганесяном на киностудии «Арменфильм».

## Сюжет
Старый лесничий Ростом Саркисян, прозванный жителями армянского села хозяином, осуществляет контроль за лесом и порядком. Он активно противостоит незаконной вырубке леса, браконьерству и другим нарушениям. В селе человек из города строит себе дом и получает поддержку местных жителей, включая директора хозяйства, которые снабжают ворованным лесом, что вызывает у Саркисяна неприязнь. Он не может смириться с тем, что на земле его предков хозяйничает чужак. Обнаружив в лесу внутренности убитого оленя, он приходит к новому соседу, во дворе которого жарится шашлык, и, в порыве ярости, разрушает застолье, осознавая бессилие перед коррумпированным миром.

## В ролях
- Хорен Абрамян — Ростом Саркисян
- Анаит Гукасян[арм.] — жена Ростома
- Галя Новенц — Шушан, сестра Ростома
- Марианна Акопян — женщина из города
- Овак Галоян[арм.] — директор
- Карен Джанибекян — Сеник
- Ваган Арцрунян — Альберт
- Артём Мартиросян — Феликс
- Нонна Кайтмазян — дочка Маро
- Армен Чобанян — мальчик с велосипедом
- Юрий Григорян — новый руководитель лесхоза
- Ашот Адамян[арм.] — водитель
- Каджик Барсегян — эпизод
- Рудольф Гевондян[арм.] — эпизод
- Метаксия Симонян — эпизод
- А. Карян — эпизод
- Вачаган Григорян[арм.] — эпизод
- А. Вермишян — эпизод
- Александр Хачатрян[арм.] — эпизод
- П. Варданян — эпизод
- Армен Сантросян[арм.] — эпизод
- Анна Багдасарян — эпизод

## Съёмочная группа
- Режиссёр — Баграт Оганесян
- Сценарист — Грант Матевосян
- Оператор — Гагик Авакян
- Композитор — Тигран Мансурян
- Художник — Лидия Геворкян[арм.]

## Критика
Критик Валерий Фомин проанализировал фильм в журнале «Советский экран». Он написал: «Весь интерес, всё внимание авторов безраздельно сосредоточивается на фигуре самого героя, на редкость глубокий и неординарный характер, которого оказывается здесь центром подлинно магического притяжения». По его мнению, «постановщики картины и исполнитель главной роли не форсируют наших симпатий к герою, не стремятся как можно скорее приблизить его к зрителям, достаточно долго удерживая его на общем плане, на определённой дистанции, чтобы зрители могли бы трезво и объективно присмотреться к герою».
Критик Нина Агишева в газете «Правда» написала: «Создатели фильмов „Хозяин“ и „Жил-был доктор“ трудности эти показывают без прикрас, без боязни задеть или расстроить зрителя». При этом, высоко оценивалась актёрская игра Хорена Абрамяна, охарактеризованная как «замечательная»: «Артист Хорен Абрамян… создаёт на экране характер необычный резкий, но предельно естественный, органичный в каждом своём душевном движении».

## Награды
- 1984 — XVII Всесоюзный кинофестиваль (Киев) — Диплом и приз организационного комитета фестиваля актёру Хорену Абрамяну